# 天日鷲神
天日鷲神（アメノヒワシノカミ）為祂是日本神話裡出現的神祇。表記之名出自於《日本書紀》、《古語拾遺》。
為開拓阿波國（今德島縣）種植穀物、麻，以紡織業創始的阿波（あわ）忌部氏（或）的祖先。
同時也稱呼為麻植神（おえのかみ）、忌部神（いんべのかみ），此外別名又為天日鷲翔矢命（あめのひわしかけるやのみこと），為高魂命（又或是神魂命）的後裔神靈。

## 概要

### 日本書紀之記載
依照《日本書紀》卷第一的記錄，因素戔嗚尊胡作非為，天照大神躲入天石窟，於是在第三種說法提到，諸神派遣道中臣連遠祖興台產靈之子天兒屋命來主祭。

於是天兒屋命掘天香山之真阪木，上枝懸掛鏡作遠祖天拔戶之子石凝戶邊所作的八咫鏡；中枝懸以玉作遠祖伊奘諾尊之子天明玉所作八阪瓊之曲玉；下枝吊掛粟國忌部遠祖天日鷲所作木棉，並命忌部首遠祖大玉命執取這枝真阪木，而口誦祝詞祈禱。

## 解說
一般日本人對天日鷲神的印象大多來自「酉之市」，這是自江戶時代流傳下來的慶典廟會活動，在各地保佑開運與生意興隆的鷲神社、大鳥神社舉行。因此，天日鷲神被當作工商業繁榮、開運安胎等的守護神膜拜。

## 信仰
在日本奉祀天日鷲神的神社除全國之鷲神社、大鳥神社、大鷲神社外，另有下述：
- 天日鷲神社（福島縣田村市常葉町）
- 忌部神社（德島縣德島市）

## 內部連結
- 忌部氏
- 酉之市（日语：酉の市）

## 外部連結
- （日語）天日鷲神社